# Aphthona cryptomorpha
Aphthona cryptomorpha es un insecto coleóptero de la familia Chrysomelidae. Fue descrita científicamente por primera vez en 1998 por Konstantinov.